# غونار هورن
غونار هورن (بالنرويجية: Gunnar Horn)‏ (و. 1894 – 1946 م) هو مستكشف، وجيولوجي بترول نرويجي، اشتهر بقيادته لبعثة براتفاج التي اكتشفت بقايا بعثة إس أيه أندريه لاستكشاف القطب الشمالي بالبالون المفقودة عام 1930. توفي عن عمر يناهز 52 عاماً.

## التعليم
تخصص بالتعدين في المعهد النرويجي للتكنولوجيا، تروندهايم و تخرج منها عام 1916. ثم درس جيولوجيا النفط في Royal School of Mines، لندن و حصل على دكتوراه في بيتروجرافيا الفحم في جامعة برلين التقنية في شارلوتينبورغ